# Seehausen am Staffelsee
Seehausen am Staffelsee település Németországban, azon belül Bajorországban. Lakosainak száma 2521 fő (2023. december 31.).

## Népesség
A település népessége az elmúlt években az alábbi módon változott:
| Lakosok száma | 374  | 1855 | 2182 | 1917 | 2382 | 2385 | 2408 | 2428 | 2484 | 2521 |
|               | 1875 | 1950 | 1975 | 1987 | 2012 | 2014 | 2016 | 2017 | 2021 | 2023 |